# Wobolniki
Wobolniki (lit. Vabalninkas) – miasto na Litwie, położone w okręgu poniewieskim, 26 km od Birży w rejonie birżańskim.
- Kościół katolicki, klasycystyczny, pw. Wniebowzięcia NMP. Wybudowany w 1814 r. w miejsce starszego kościoła, przebudowany w 1880 r. W ogrodzeniu dzwonnica z 1805 r. oraz 14 kaplic ze stacjami Męki Pańskiej.

## Historia
Podczas okupacji hitlerowskiej w połowie lipca 1941 roku Litwini utworzyli getto dla żydowskich mieszkańców. Przebywało w nim około 600 osób. 18 sierpnia 1941 roku zlikwidowano getto, a Żydów wywieziono do getta w Poswolu, a następnie zamordowano. 